# Croydon (New Hampshire)
Pour les articles homonymes, voir Croydon (homonymie).
Croydon est une ville de l’État du New Hampshire, au nord-est des États-Unis d’Amérique. La commune compte 724 habitants en l’an 2008.